# Nathalie Arthaud
Pour les articles homonymes, voir Arthaud.
Nathalie Arthaud , née le 23 février 1970 à Peyrins (Drôme), est une femme politique française, membre du parti d'extrême gauche trotskiste Lutte ouvrière (LO).
Enseignante de profession, elle est élue conseillère municipale de Vaulx-en-Velin, dans le Rhône, en 2008. Elle s'implante ensuite en Seine-Saint-Denis.
Porte-parole de LO depuis 2008, elle est trois fois candidate à l'élection présidentielle française pour ce parti : en 2012 (0,56 % des suffrages exprimés), en 2017 (0,64 %) et en 2022 (0,56 %).

## Situation personnelle

### Origines et formation

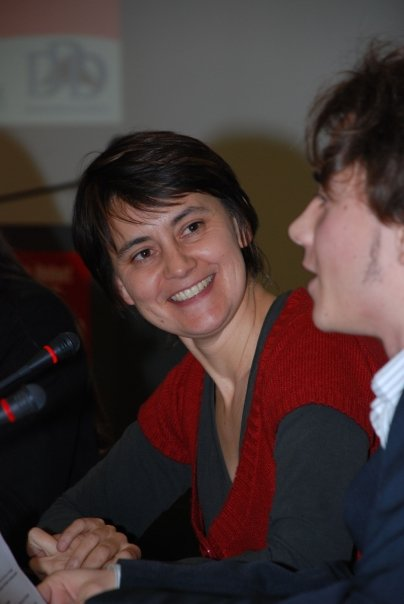
Nathalie Arthaud en 2009 à l'université Paris-Dauphine.

Nathalie Arthaud naît le 23 février 1970 à Peyrins, dans la Drôme. Petite-fille d'agriculteurs, son père est garagiste et sa mère aide à la comptabilité. Elle a un frère et une sœur.
Elle part s'installer à Lyon dans le milieu des années 1980 pour suivre un cursus sport-études en volleyball. Elle devient alors pensionnaire au lycée Lumière. Après ses études, elle passe les concours de l'enseignement et obtient le certificat d'aptitude au professorat de l'enseignement technique (CAPET) puis l'agrégation d'économie et de gestion,,,.

### Carrière professionnelle

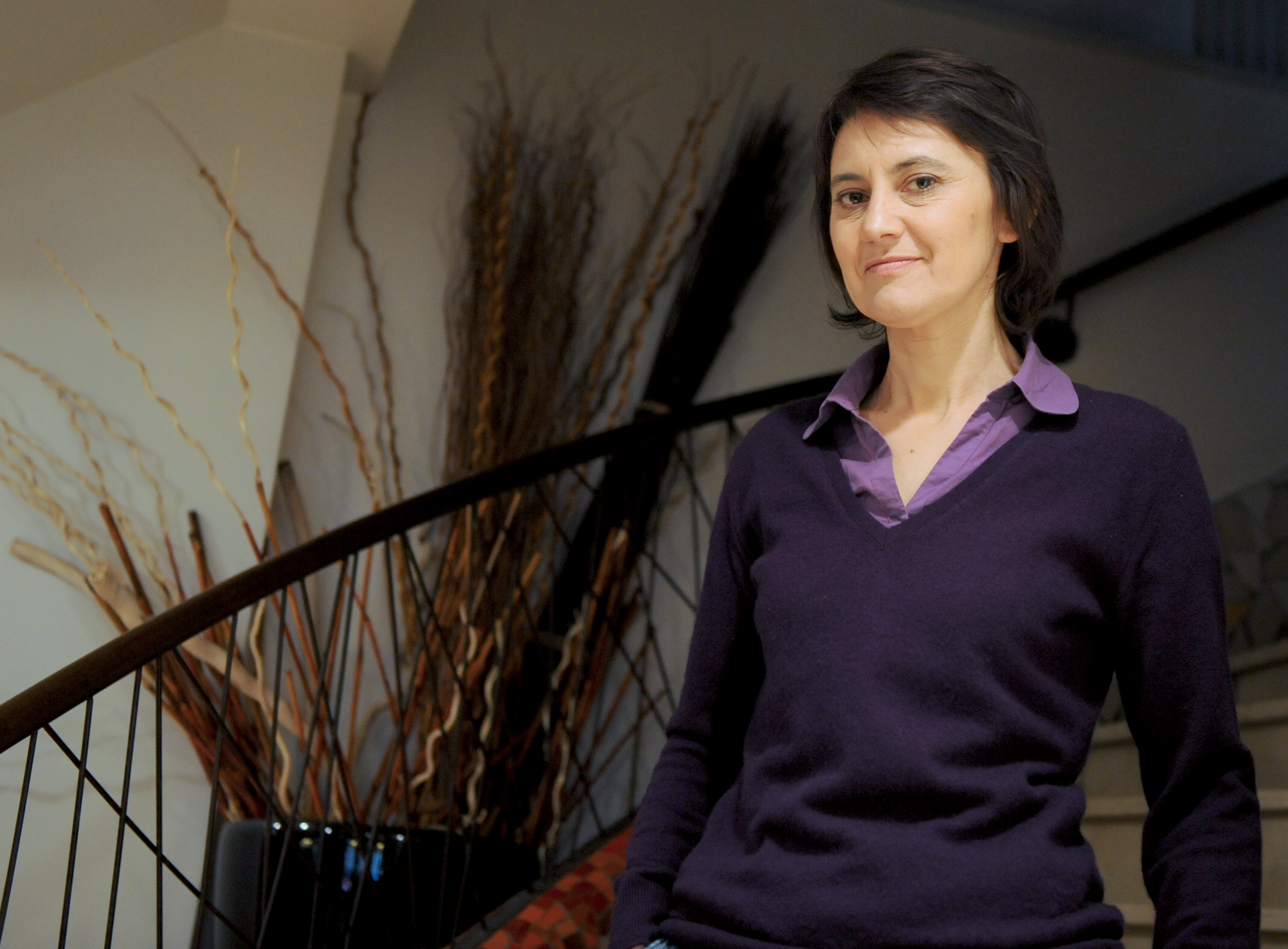
Nathalie Arthaud, le 10 avril 2012 à Paris.

Elle est d'abord enseignante au lycée Albert-Camus à Rillieux-la-Pape, dans la région lyonnaise. À partir de 2011, elle enseigne en région parisienne, au lycée Le Corbusier d'Aubervilliers.

### Vie privée
En 2017, elle déclare vivre en concubinage en Seine-Saint-Denis.

## Parcours politique

### Débuts
L'engagement politique de Nathalie Arthaud commence en 1986, en réaction à la famine en Éthiopie. Elle rejoint d'abord la Jeunesse communiste, où elle reste un an avant d'adhérer à Lutte ouvrière (LO) avec un groupe d'amis en 1988, à 18 ans,. D'après elle, son engagement dans ce parti est passé « par le catholicisme », ses parents, « des gens généreux », lui ayant appris à travers cette religion « l'action pour les autres et l'indignation »,.

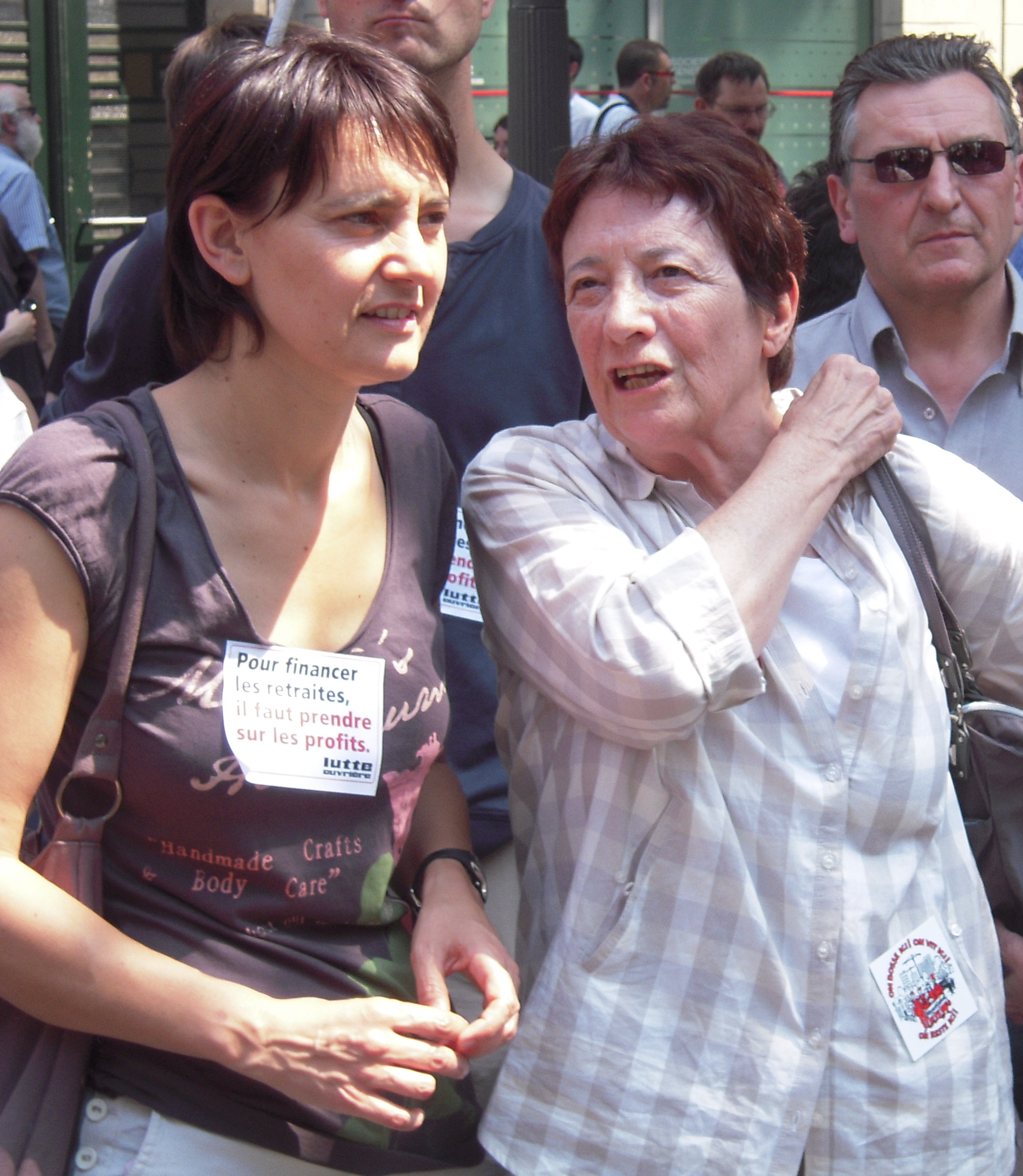
Nathalie Arthaud et Arlette Laguiller en 2010.

Elle est porte-parole d'Arlette Laguiller lors de l'élection présidentielle de 2007.
De 2008 à 2014, elle est conseillère municipale chargée de la jeunesse à Vaulx-en-Velin, ayant été élue sur une liste conduite par le Parti communiste français (PCF) à laquelle participaient également « Initiative citoyenne » et Les Alternatifs.

À l'issue du congrès annuel de LO de décembre 2008, Nathalie Arthaud annonce qu'elle est désignée porte-parole nationale du parti,. Elle explique que le choix d'une porte-parole est un souhait féministe : 

« C'est une politique volontariste que nous assumons complètement, y compris nos camarades hommes. Ils en sont même fiers. Je vous rappelle qu'Arlette Laguiller a été la première femme à se présenter à l'élection présidentielle, signe que Lutte ouvrière a toujours été en pointe sur cette question. »

Nouvelle porte-parole nationale de Lutte ouvrière, elle conduit la campagne du parti en vue des élections européennes de 2009 : tête de liste en France dans la circonscription Sud-Est, elle obtient 0,84 % des voix.
Lors des élections régionales de 2010 en Rhône-Alpes, la liste qu'elle conduit obtient 1,42 % des suffrages exprimés.

### Élections présidentielle et législatives de 2012

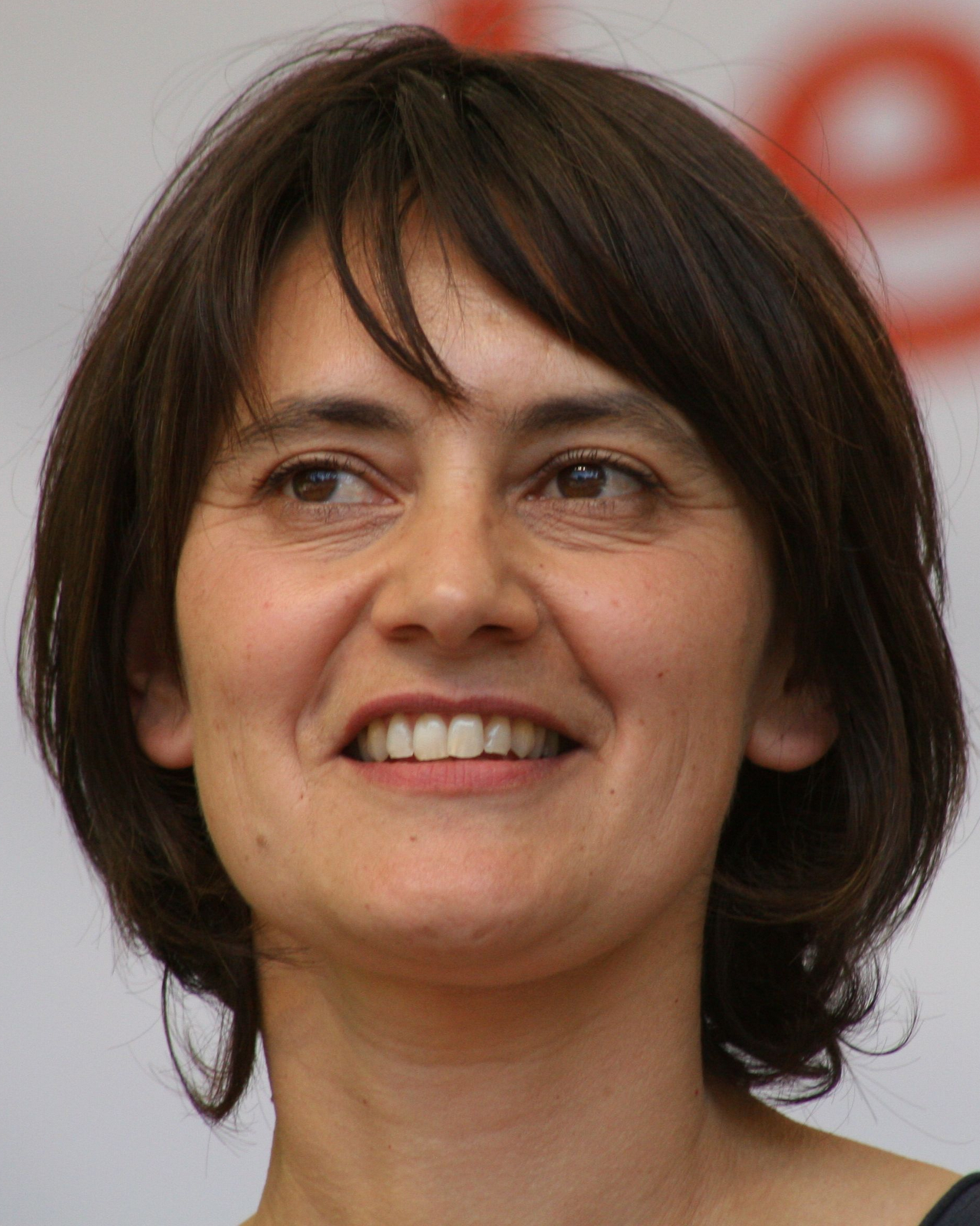
Nathalie Arthaud en 2012.

En décembre 2010, Nathalie Arthaud est désignée candidate de Lutte ouvrière à l'élection présidentielle de 2012. Elle est la première personnalité candidate à l'élection présidentielle à déposer ses « 500 signatures » au Conseil constitutionnel,. À propos de ce scrutin, elle déclare : 

« Pour LO, les moments électoraux ne sont pas essentiels. Ce qui est fondamental, c'est que le peuple descende dans la rue, comme en 1995, en 1968, ou en 1936. Je me dis qu'un moment comme celui-là peut revenir vite. Et s'il fallait attendre longtemps, cela ne m'affecterait pas plus que cela. Je ne suis qu'un chaînon. »

Totalisant 0,56 % des voix au premier tour, elle termine neuvième de cette élection présidentielle, notamment derrière le candidat du NPA, Philippe Poutou (1,1 %), réalisant un score inférieur à ceux réalisés par Arlette Laguiller en 2007 (1,3 %) ou 2002 (5,7 %). Elle ne donne pas de consigne de vote pour le second tour et annonce qu'elle votera blanc à titre personnel en évoquant un « choix pipé entre un ennemi ouvert des travailleurs et un faux ami », faisant référence à Nicolas Sarkozy et François Hollande,.
Au lendemain de la victoire de François Hollande, elle annonce qu'elle se présente aux élections législatives dans la 6e circonscription de la Seine-Saint-Denis. Elle obtient 2,47 % des voix au premier tour.

### Élections présidentielle et législatives de 2017

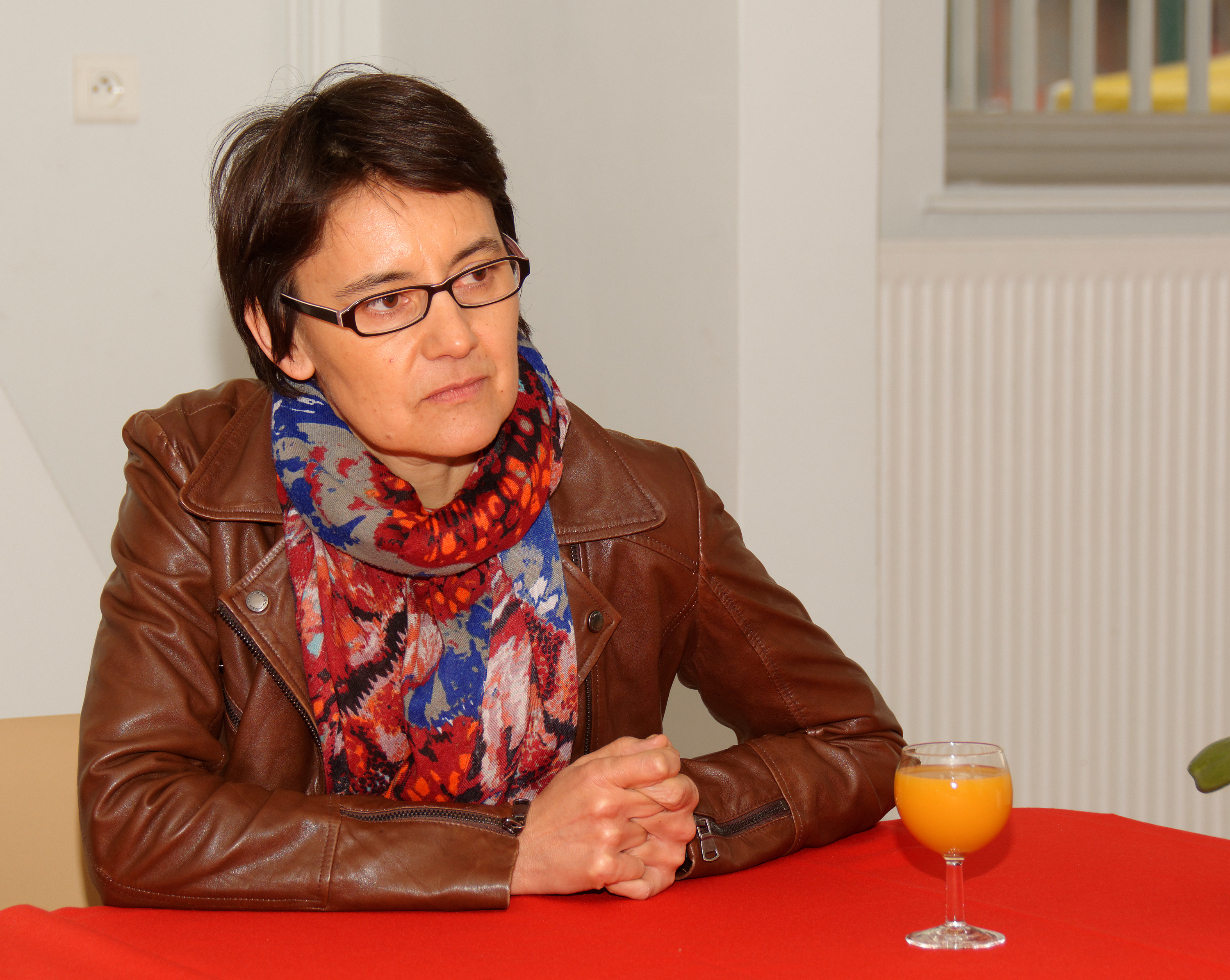
Nathalie Arnaud à Montbéliard en 2016.

Lors du congrès de Lutte ouvrière de mars 2016, elle est désignée candidate du parti à l'élection présidentielle de 2017,. Elle est la seule des candidats à poursuivre son activité professionnelle pendant sa campagne.
Après le débat télévisé des onze candidats du 4 avril 2017, la syndicaliste patronale Sophie de Menthon lance une pétition (avant de la retirer) demandant à l'Éducation nationale de priver Nathalie Arthaud, qui se présente « la seule candidate communiste », du cours d'économie qu'elle assume,,. À travers un échange de lettres ouvertes, cette dernière pointe un « monde divisé en classes sociales aux intérêts contradictoires et même aux sensibilités opposées ».
À l'issue du premier tour, lors duquel elle obtient 0,64 % des voix, Nathalie Arthaud appelle à « rejeter le vote pour Marine Le Pen » lors du second tour (où elle est opposée à Emmanuel Macron), mais précise qu'elle votera blanc et que LO ne participera à aucun « front républicain ».
À nouveau candidate aux élections législatives dans la 6e circonscription de la Seine-Saint-Denis, elle termine en huitième position avec 2,66 % des suffrages exprimés au premier tour.

### Activités politiques entre 2017 et 2022

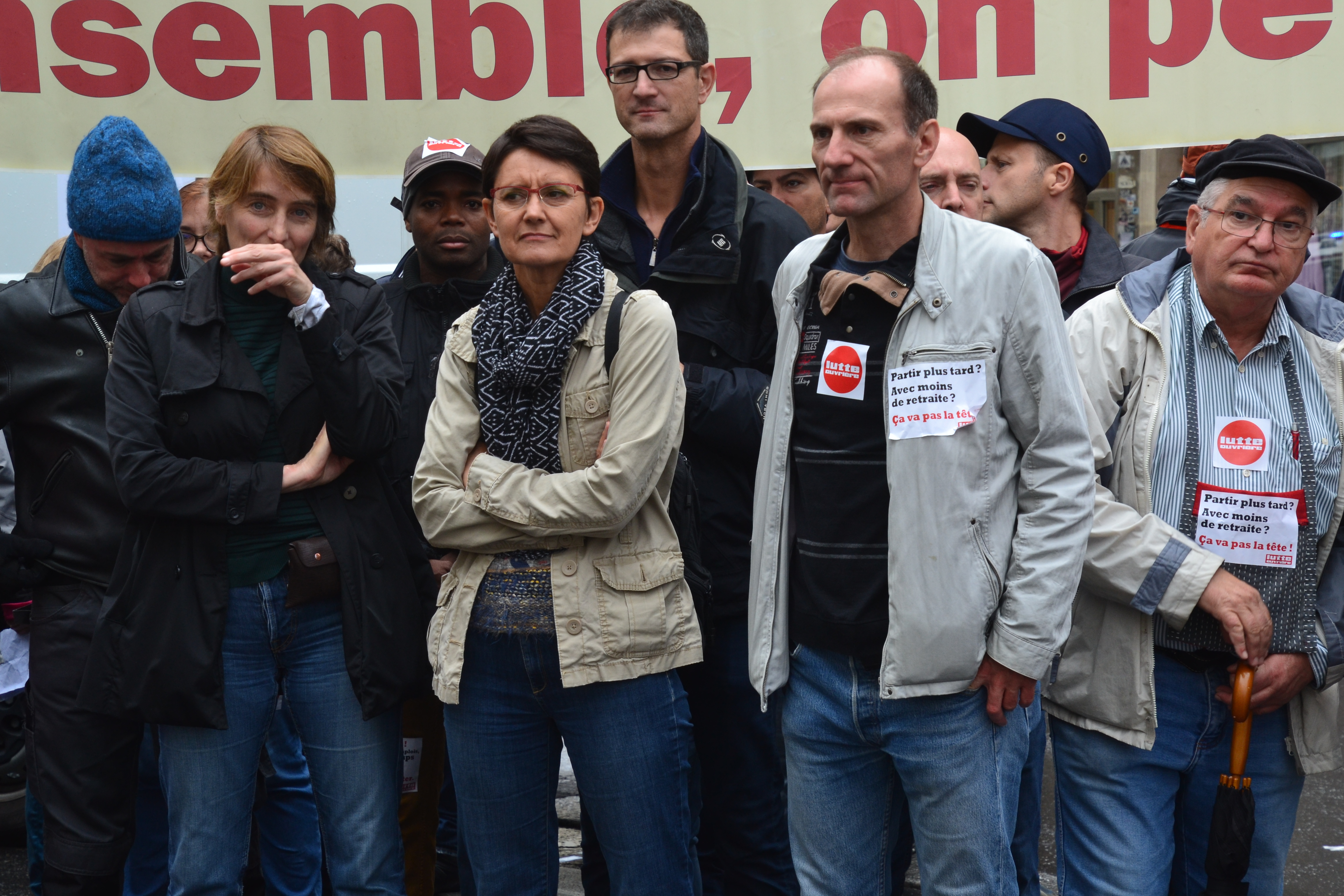
Nathalie Arthaud et des militants de Lutte ouvrière lors d'une manifestation contre le projet de réforme des retraites (Paris, 2019).

Nathalie Arthaud participe à la manifestation anti-Macron, dite « marée populaire », de mai 2017,. L'année suivante, elle se dit « solidaire des revendications ouvrières » du mouvement des Gilets jaunes ; elle précise cependant qu'il faut qu'il y ait des revendications moins « vagues » que « à bas les impôts » et que seul le « combat contre la bourgeoisie qui concentre tous les pouvoirs » permettra de sortir de cette crise politique, et non pas le retour aux urnes. Elle participe aux grèves des professeurs qui ont lieu simultanément.
Après l'échec de négociations avec le NPA, elle est désignée tête de liste de Lutte ouvrière pour les élections européennes de 2019. Elle reçoit ensuite le soutien du NPA, qui ne peut présenter de liste faute de moyens financiers. Sa liste obtient 0,78 % des suffrages exprimés.
Elle conduit la liste LO aux élections municipales de 2020 à Pantin, où elle recueille 3,05 % des suffrages,.
Comme en 2015, Nathalie Arthaud est tête de liste pour les élections régionales de 2021 en Île-de-France. Sa liste réunit 1,5 % des voix au niveau régional.

### Élections présidentielle et législatives de 2022

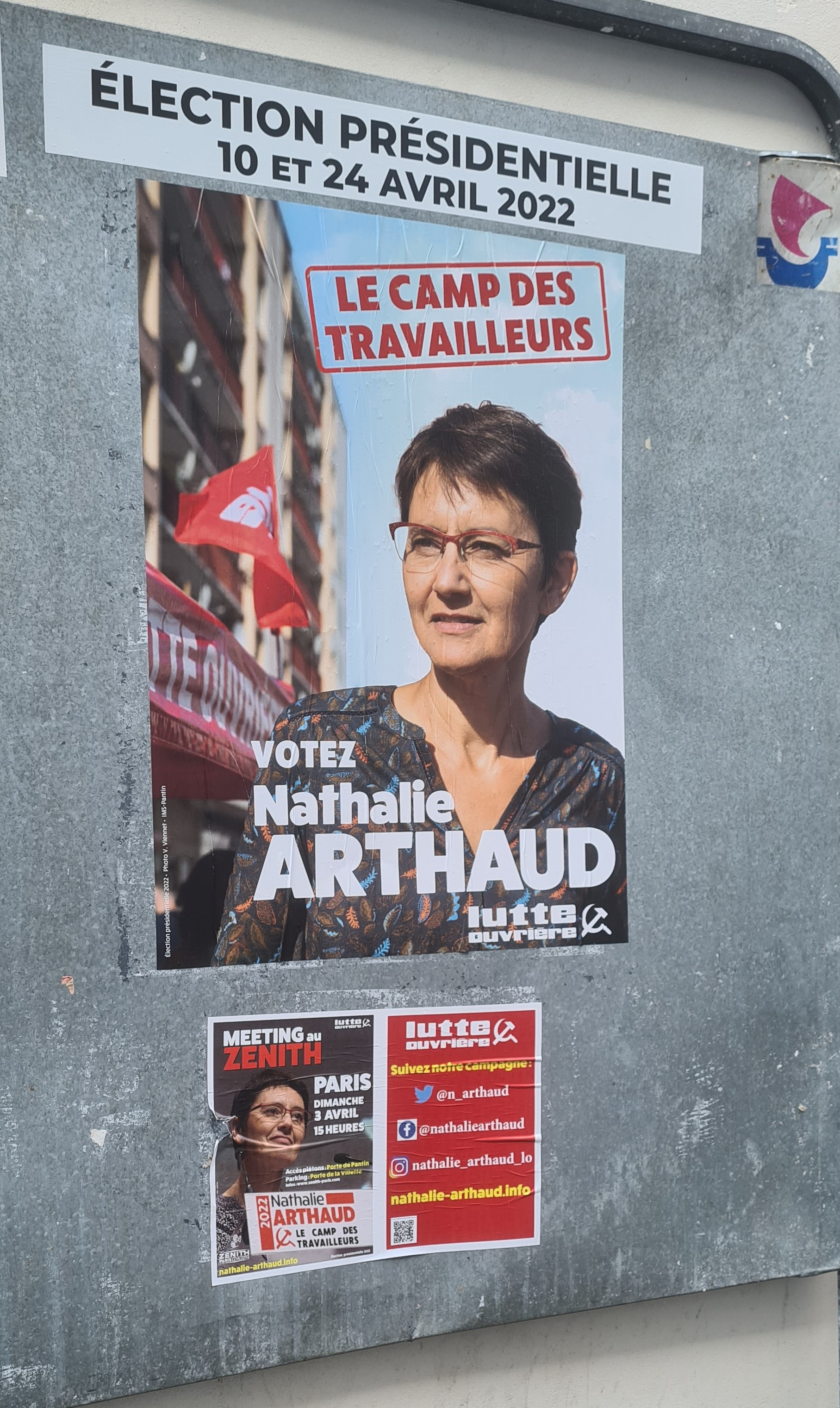
Affiches de Nathalie Arthaud lors de la campagne présidentielle de 2022.

Lutte ouvrière la désigne candidate à l'élection présidentielle de 2022 à l'occasion de son 50e congrès, qui se tient en décembre 2020, afin d'« assurer la présence du courant communiste révolutionnaire » à ce scrutin. Pour mener sa campagne présidentielle, Nathalie Arthaud prend un congé électoral, tel que le définit la loi. Dès février 2022, elle dépasse le seuil de 500 parrainages d'élus.
Elle arrive à la dernière place du premier tour, en avril, avec 0,56 % des voix exprimées. De nouveau, elle ne donne aucune consigne de vote et annonce voter blanc au second tour.

### Critique de la Nouvelle Union populaire écologique et sociale
À partir de 2022, elle critique la coalition de gauche Nouvelle Union populaire écologique et sociale (NUPES), initiée par La France insoumise et rassemblant le Parti communiste français, le Parti socialiste et le Pôle écologiste. Elle déclare en 2023 : 

« L'union de la gauche n'est pas une nouveauté. Le monde du travail l'a déjà subie avec Mitterrand, qui avait suscité des espoirs qu'aujourd'hui la NUPES est loin de susciter » ; elle estime que LO se « singularise par rapport aux autres partis de gauche », notamment par rapport au PCF, dont elle dit qu'il n'a pas pour « objectif de renverser le capitalisme. »

## Idéologie

### Communisme
Nathalie Arthaud se dit communiste et révolutionnaire. Elle se réclame de la Commune de Paris, de la révolution russe de 1917 et de la lutte menée par Léon Trotski contre la bureaucratie soviétique et Joseph Staline,.
Elle a pour objectif d’exproprier la classe capitaliste, d’en finir avec la propriété privée des moyens de production, des usines, des banques, des transports et des grandes chaînes de distribution pour construire une économie fondée sur la collectivisation. Elle défend l'idée qu’il faudrait fusionner toutes les banques en une, lever le secret des affaires, permettre aux travailleurs d’avoir accès à la comptabilité de leurs entreprises, répartir le travail entre tous sans perte de salaire et interdire les licenciements. Elle souhaite adapter les salaires, les pensions de retraite mais aussi les minima sociaux à la hausse des prix avec un SMIC à 2 000 €. Elle veut ramener l’âge légal de départ à la retraite à 60 ans et garantir une médecine gratuite pour tous. Par ailleurs, elle veut que les étrangers aient le droit de vote et que les immigrés puissent s’installer et circuler librement dans le pays.

### Révolution et élections
Comptant sur la révolution pour renverser la société capitaliste, Nathalie Arthaud pense qu'une révolution éclatera un jour notamment parce que le niveau de vie des travailleurs se dégrade rapidement,. Cependant, elle considère normal que ses idées soient à contre-courant car la période est selon elle « à la résignation ». Elle pense que c'est la classe ouvrière qui pourra exproprier les capitalistes et collectiviser les entreprises car elle est au cœur de la production et fait fonctionner toute la société.
Elle considère que la société ne change pas avec les élections mais s'y présente pour défendre un « programme de luttes », « populariser [ses] idées » et « faire entendre la voix des travailleurs »,. Elle voit les candidats des grands partis de gauche et de droite comme des « représentants de la bourgeoisie » qui acceptent de diriger la société capitaliste dans l'intérêt des grands patrons,.

## Résultats électoraux

### Élections présidentielles
| Année | Parti   | Parti | 1er tour | 1er tour | 1er tour |
| Année | Parti   | Parti | Voix     | %        | Rang     |
| ----- | ------- | ----- | -------- | -------- | -------- |
| 2012  |         | LO    | 202 548  | 0,56     | 9e       |
| 2017  | 232 384 | LO    | 0,64     | 10e      |          |
| 2022  | 197 094 | LO    | 0,56     | 12e      |          |

### Élections législatives
| Année | Parti | Parti | Circonscription            | 1er tour | 1er tour | 1er tour |
| Année | Parti | Parti | Circonscription            | Voix     | %        | Rang     |
| ----- | ----- | ----- | -------------------------- | -------- | -------- | -------- |
| 2012  |       | LO    | 6e de la Seine-Saint-Denis | 557      | 2,47     | 6e       |
| 2017  | 517   | LO    | 6e de la Seine-Saint-Denis | 2,66     | 8e       |          |
| 2022  | 537   | LO    | 6e de la Seine-Saint-Denis | 2,38     | 7e       |          |
| 2024  | 996   | LO    | 6e de la Seine-Saint-Denis | 2,77     | 4e       |          |

### Élections municipales
Les résultats ci-dessous concernent uniquement les élections où elle est tête de liste.
| Année | Parti | Parti | Commune | 1er tour | 1er tour | 1er tour | Sièges obtenus |
| Année | Parti | Parti | Commune | Voix     | %        | Rang     | Sièges obtenus |
| ----- | ----- | ----- | ------- | -------- | -------- | -------- | -------------- |
| 2020  |       | LO    | Pantin  | 271      | 3,05     | 5e       | 0 / 45         |

### Élections européennes
Les résultats ci-dessous concernent uniquement les élections où elle est tête de liste.
| Année | Parti          | Parti | Circonscription | Voix   | %    | Rang   | Sièges |
| ----- | -------------- | ----- | --------------- | ------ | ---- | ------ | ------ |
| 2009  |                | LO    | Sud-Est         | 24 727 | 0,84 | 11e    | 0 / 13 |
| 2014  | Île-de-France  | LO    | 26 070          | 0,85   | 13e  | 0 / 15 |        |
| 2019  | France entière | LO    | 176 339         | 0,78   | 14e  | 0 / 79 |        |
| 2024  | France entière | LO    | 121 301         | 0,49   | 14e  | 0 / 81 |        |

### Élections régionales
Les résultats ci-dessous concernent uniquement les élections où elle est tête de liste.
| Année | Parti         | Parti | Région      | 1er tour | 1er tour | 1er tour | Sièges  |
| Année | Parti         | Parti | Région      | Voix     | %        | Rang     | Sièges  |
| ----- | ------------- | ----- | ----------- | -------- | -------- | -------- | ------- |
| 2010  |               | LO    | Rhône-Alpes | 24 287   | 1,42     | 9e       | 0 / 157 |
| 2015  | Île-de-France | LO    | 44 182      | 1,40     | 7e       | 0 / 209  |         |
| 2021  | Île-de-France | LO    | 31 956      | 1,47     | 8e       | 0 / 209  |         |

## Publication
- Communiste, révolutionnaire, internationaliste !, Les Bons Caractères, 2022[69].